# Mexidrilus postspermathecatus
Mexidrilus postspermathecatus is een ringworm uit de familie van de Naididae. De wetenschappelijke naam van de soort is voor het eerst geldig gepubliceerd in 1980 door Erséus.